# Monaj
Monaj è un comune dell'Ungheria di 296 abitanti (dati 2001) . È situato nella contea di Borsod-Abaúj-Zemplén.